# Техніко-економічне обґрунтування
Те́хніко-економі́чне обґрунтува́ння (англ. feasibility study) — передпроєктний документ, що уточнює та доповнює схему розвитку й розташування відповідної галузі промисловості у частині обґрунтування економічної доцільності і господарської потреби проєктування підприємства, пункту його розміщення, проєктної потужності, номенклатури продукції, забезпеченості сировиною, паливом, електроенергією, водою, а також визначення основних технологічних та будівельних рішень і найважливіших техніко-економічних показників виробництва та будівництва.

## Загальна характеристика
Розробка ТЕО здійснюється на основі перспективного плану розвитку галузі промисловості, у яку увійде об'єкт, що проєктується (копальня, збагачувальна фабрика тощо). У ТЕО повинні бути висвітлені наступні питання: — вплив проєктованого об'єкта на ріст продуктивності галузі; — обґрунтування продуктивності і місця будівництва об'єкта; — можливості виробничого і господарського кооперування з підприємствами даного промислового району; — вплив проєктованого об'єкта на інші галузі промисловості; — орієнтовні дані про величину капітальних вкладень і собівартість продукції; — порівняння очікуваних техніко-економічних показників з показниками вітчизняних і закордонних об'єктів-аналогів; — обсяг додаткових дослідницьких робіт перед розробкою проєкту об'єкта.
Для великих підприємств ТЕО розробляється спеціалізованою проєктною організацією, для підприємств невеликої потужності — головним управлінням міністерства, якому підпорядкована дана галузь. ТЕО розглядається і затверджується міністерством (замовником). За затвердженим ТЕО замовник складає завдання на проєктування об'єкта.
Термін «Техніко-економічне обґрунтування» має в принципі той же зміст, що і проєктний аналіз, однак, як правило, розуміється більш вузько як аналіз інвестиційних проєктів лише з погляду комерційних, технічних і фінансових аспектів.
Техніко-економічне обґрунтування (ТЕО) — це розрахунок економічної доцільності здійснення проєкту, заснований на порівняльній оцінці витрат і результатів ефективності використання, а також строку окупності вкладень. ТЕО — це виваженість кожного Вашого кроку в реалізації задуманого.

## Методика підготовки і склад ТЕО
Наразі не існує певних методик підготовки ТЕО. Нижче подано схему ТЕО, що використовується в практиці підготовки бізнес-планів на Заході (відповідно до основних вимог і стандартів таких організацій, як Всесвітній Банк, ЮНІДО, ЕБРР).

1. Мета проєкту 

2. Пропозиції щодо конкретного проєкту і переслідуваної мети 

3. Пропонована структура кредиту або субсидії 

4. Про компанію та її діяльність

- Історія компанії, місцезнаходження,
- Продукція (послуги), споживачі, постачальники,
- Діяльність, виробничий процес,
- Організація, керівництво (персонал),
- Особливі переваги діяльності компанії

5. Опис ринку
- Визначення, оцінка ринку,
- Робота компанії на ринку,
- Аналіз конкуруючих фірм

6. Маркетинг і реалізація
- Стратегія маркетингу
- План реалізації

7. Заходи щодо поліпшення діяльності компанії
- Виробництво, Фінанси, маркетинг і реалізація

8. Заходи для залучення інвестицій
- Підстави для інвестування в країну (регіони), на ринку діяльності компанії,
- Підстави для інвестування в Компанію

9. Інформація про фінансову діяльність за минулі роки
- Історична довідка про фінансові дані

10. Фінансова інформація
- Джерела фінансування і використання коштів
- Перелік виробничого устаткування та активів
- Звіт про доходи, про рух готівки
- Аналіз критичного обсягу виробництва, передбачуваних витрат

11. Прогнозовані доходи
- Щомісячне зведення — перший рік, річне зведення — другий і третій роки
- Припущення і пояснення

Додатки